# Eileen Abad
Eileen Abad (sinh ngày 15 tháng 11 năm 1973 tại Caracas, Venezuela) là diễn viên, người mẫu Venezuela. Cô đóng nhiều bộ phim thể loại telenovela.

## Tiểu sử
Abad tham gia học diễn kịch tại trường Escuela de Artes Escénicas Juana Sujo. Các bộ phim của cô đã được công nhận tại Venezuela, Mexico và Colombia. Một số bộ phim nổi tiếng nhất mà cô tham gia bao gồm Por estas calles, Amores de fin de siglo, Contra viento y marea, Calipso, Niña Mimada, El amor de mi vida (TV Azteca).
Trong sự nghiệp của mình, Abad giành được nhiều giải thưởng, trong đó có giải Las Palmas de Oro (trình diễn xuất sắc nhất, phim 99 México), giải Premio Nacional Casa del Artista (diễn viên trể của năm, 1998) và giải La Orden Francisco Fajardo.
Cô tham gia tích cực đóng các bộ phim chiếu rạp. Một số bộ phim là điểm nhấn đáng chú ý trong sự nghiệp của cô bao gồm Un tiro en la espalda (1995), Tokyo Paraguaipoa (1996), Entre mentiras (1996), Piel (1998) và Puras Joyitas (2007).
Năm 2010 cô diễn phim thể loại Telemundo mang tên La Reina del Sur. Bộ phim được quay tại Miami, Mexico, Colombia và Maroc.

### Danh sách phim
Phim
- Un Tiro en la Espalda
- Tokyo Paraguaipoa
- Antes de Morir
- La Primera Vez
- Piel
- Entre Mentiras
- Puras Joyitas

### Phim thể loạitelenovela
| Năm  | Tựa đề                  | Nhân vật                         | Chú ý              |
| ---- | ----------------------- | -------------------------------- | ------------------ |
| 1993 | Por estas calles        |                                  |                    |
| 1995 | Amores de Fin de Siglo  |                                  |                    |
| 1997 | Contra Viento y Marea   | La Nena                          | Supporting Role    |
| 1998 | Niña mimada             | Patricia Echegaray               | Protagonist        |
| 1998 | El amor de mi vida      | Patricia                         | Main Antagonist    |
| 1999 | Calypso                 | Yolanda Pujol de Martinez        | Co-protagonist     |
| 1999 | Besos prohibidos        | Florencia                        |                    |
| 2000 | Angélica Pecado         | Malena Vallejo                   | Co-protagonist     |
| 2001 | La Soberana             | Ana Ozores                       | Protagonist        |
| 2004 | Negra consentida        | Isadora Russian                  | Co-protagonist     |
| 2005 | La Tormenta             | Valentina Ayala                  | Supporting Role    |
| 2007 | Arroz con Leche         | Belén Pacheco de Morales         | Protagonist        |
| 2009 | Condesa por Amor        | Ana Paula                        | Protagonist        |
| 2009 | Los misterios del amor  | Isabella Román                   | Main Antagonist    |
| 2010 | Los Victorinos          | Lucía                            | Supporting Role    |
| 2012 | Mi ex me tiene ganas    | Karen Miller                     | Antagonist         |
| 2013 | Las Bandidas            | Miriam                           | Special Appearance |
| 2014 | La virgen de la calle   | Ana María Pérez                  | Co-protagonist     |
| 2016 | Entre tu amor y mi amor | Beatríz Alicia Monserrat Caicedo | Antagonist         |

### Danh sách phim hài thể loại Unitarian
- La Madre María de San José
- Doble Vida
- Felizmente Casada
- La Confesión
- Sagrada Familia
- Leonor
- La Vida es una Cebolla
- desiciones

### Kịch
- Intriga y Amor (Schiller) trong vai Lady Milford,
- El Casamiento Forzoso (Moliére) trong vai Dorimea
- Las Preciosas Ridículas (Moliére) trong vai Madelón
- La Señorita Julia (August Strimbert) trong vai Julia
- Fuenteovejuna (Lope De Vega) trong vai Laurencia
- La Hora Menguada (Romulo Gallegos) trong vai Enriqueta
- Altitud 3200 (Julien Lucharle) trong vai Zizi

## Người mẫu
Sự nghiệp người mẫu của Eileen Abad rất thành công trên Venezuela, Mỹ-Latinh, đặc biệt là ở Mexico.
Kể từ khi xuất hiện trong vở opera xà phòng Mexico El amor de mi vida, người Mexico đã coi cô là biểu tượng của xu hướng tình dục.